# Nokia 8800
Nokia 8800 – telefon komórkowy firmy Nokia. Jest wyposażona w Bluetooth, EDGE, GPRS, Javę, MP3, przeglądarka XHTML, Radio FM, SyncML. Ma możliwość transmisji danych i faksów oraz WAP.
Model ten jest luksusowym telefonem komórkowym produkowany przez Nokię, oparty jest na systemie operacyjnym Series 40 firmy Nokia. Telefon wyposażony jest w obudowę ze stali nierdzewnej i szafirowego szkła odpornego na zarysowania ekranu. Po raz pierwszy wprowadzona w kwietniu 2005 i był komercyjnie dostępny w Wielkiej Brytanii.

## System
System operacyjny w tym modelu to Series 40. Ma ono bardzo czytelną czcionkę, która umożliwia szybkie czytanie przypisów. Firma wyposażyła telefon w Emotikony w edytorze wiadomości. Szata graficzna standardowych motywów jest bardzo ekskluzywna i pozwala na swobodne operowanie telefonem w każdych warunkach. Wszystkie wskaźniki, ikony w menu są niemal identyczne z poprzednimi modelami.
System telefonu nie pozwala na wgranie aplikacji przez np. kabel USB, Bluetooth

## Niekontrolowany zakup podróbek
Po premierze tego modelu na chińskim rynku pojawiły się podrobione telefony z serii 8800 firmy „NOKLA”, „NCKLA” i innych bliżej nam nieznanych. Można je odróżnić od oryginałów po tym, że telefony Nokii mają unikalne kody serwisowe. Podrobione telefony nie są przyjmowane w autoryzowanych serwisach Nokii.

## Edycje modelu
Firma Nokia wyprodukowała początkowo Nokie 8800 w dwóch edycjach. Standardową Silver Edition (kolor srebrny) oraz Black Edition (czarny), różniły się jedynie kolorem obudowy. Na rynku pojawiły się także edycje drugorzędne w niektórych wersjach limitowane takie jak na przykład:
- Nokia 8800 Aston Martin Edition
- Nokia 8800 Special Edition
- Nokia 8800 Gold 24k

Modele te poza inną obudową różnią się zawartością pamięci (inne motywy, wygaszacze, tapety). Elektronika pozostaje niezmieniona we wszystkich modelach.
Kolejne edycje i odświeżenia 8800 różnią się przede wszystkim designem obudowy, wersją oprogramowania i nieznacznie wersją płyty głównej, na której telefon został zbudowany.